# E. W. Howe
Edgar Watson Howe (3 de maio de 1853 — 3 de outubro de 1937) foi um escritor de novelas, romancista e editor de jornal e revista, estadunidense, do final do século XX início dos anos 1900. Ele era talvez mais conhecido por sua revista, E.W. Howe's Monthly. Howe era muito viajado e conhecido por seu humor afiado em seus editoriais.

## Trabalhos selecionados

### Romances
- The Story of a Country Town (1883)
- The Mystery of the Locks (1885)
- A Moonlight Boy (1886)
- A Man Story (1887)
- An Ante-Mortem Statement (1891)
- The Confession of John Whitlock (1891)
- The Anthology of Another Town (1920)

### Coleções de contos
- Dying Like a Gentleman and Other Short Stories (1926)
- The Covered Wagon and the West with Other Stories (1928)
- Her Fifth Marriage and Other Stories (1928)
- When a Woman Enjoys Herself and Other Tales of a Small Town (1928)

### Não ficção
- Daily Notes of a Trip Around the World (1907)
- The Trip to the West Indies (1910)
- Country Town Sayings: A collection of paragraphs from the Atchison Globe (1911)
- Travel Letters from New Zealand Australia and Africa (1913)
- Success Easier than Failure (1917), a self-help book
- Preaching From the Audience, Candid comments on Life (1926) Little Blue Book No. 993, Issued by Haldeman-Julius
- Plain People (1929), his autobiography